# Poa darwiniana
Poa darwiniana är en gräsart som beskrevs av Parodi. Poa darwiniana ingår i släktet gröen, och familjen gräs. Inga underarter finns listade i Catalogue of Life.